# 제프 허스트
제프 찰스 허스트 경(영어: Sir Geoff Charles Hurst, MBE, 1941년 12월 8일 ~ )은 영국의 전 축구 선수로, 포지션은 스트라이커였다. 1966년 월드컵 결승전에서 해트트릭을 기록한 것으로 유명하다.

## 클럽 경력
웨스트 햄 유나이티드에서 전성기를 보냈다.

## 국가대표팀 경력
영국 잉글랜드에서 열린 1966년 FIFA 월드컵 우승에 공격수로서 핵심적인 역할을 했다. 월드컵 역사상 처음으로 결승전에서 해트트릭을 기록한 선수이다. 당시 영국 잉글랜드는 잉글랜드 축구의 성지 웸블리 스타디움에서 서독과 결승전에서 격돌하여 4:2로 승리했다. 그때까지 제프 허스트는 국가대표로 선발된 지 5개월밖에 되지 않았으며 국가대표로서는 여덟 경기만 치른 상태였다.

### 월드컵 결승전의 골
결승전에서 터뜨린 제프 허스트의 두 번째 골은 축구계에서 가장 논란이 많은 골 중 하나이다. 종료 직전 서독에게 동점골을 허용해 2:2로 경기를 마치고, 양팀은 월드컵 역사상 처음으로 결승전에서 연장전을 펼치게 되었다. 연장 전반 11분, 앨런 볼의 패스를 받은 제프 허스트가 슛을 했고 이것은 크로스바 아래를 맞고 튕겨나오면서 골라인에 떨어졌다. 양팀 선수들은 모두 주심 주위에 몰려들었고, 고트프리트 딘스트 주심은 토피크 바흐라모프 부심과 논의 끝에 골로 인정했다. 서독 선수들은 항의했으나 받아들여지지 않았다. 연장 후반 서독의 파상공세를 막아낸 영국은 결국 제프 허스트가 경기가 끝나갈 무렵 다시 한 골을 추가하여 4:2로 승리했다. 훗날 제프 허스트는 마지막 골은 시간을 벌기 위해 제대로 겨냥하지 않고 관중석을 향해 찼는데 운좋게 득점한 것이라고 밝혔다.
제프 허스트의 두 번째 골이 정말로 득점이었는지는 지금도 의견이 분분하다. 어떤 사람들은 농담으로 “잉글랜드 사람이었다면 그 경기를 보지 못한 사람이라도 반드시 골이라고 주장할 것이다.”라고도 한다. 오늘날까지도 독일에서는 “그 위치에서는 어떻게 슛을 해도 튀어나온 공이 골라인을 넘어가지 않는다.”라는 연구를 논문으로 발표할 정도이다. 그러나 1995년 옥스퍼드 대학교 정밀측정학과의 앤드루 지셔만, 이언 레이드 박사는 29년 전 잉글랜드와 서독의 결승전에서 터진 연장전 첫 골을 첨단계측 방식으로 측정한 결과 공이 골라인을 완벽하게 넘어서지 않은 것으로 나와 득점으로 인정될 수 없는 오심이 분명하다 발표한 적이 있었다. 한편 잉글랜드는 2010년 FIFA 월드컵 16강에서 독일과 다시 맞붙었는데 제프 허스트의 두 번째 골과 완벽하게 정반대의 상황이 발생했다. 그로 인하여 잉글랜드는 독일에 패하고 그 경기에서 승리한 독일은 8강에서 아르헨티나와 맞붙게 되었다.

## 수상

### 선수
- FA컵 : 1963-64
- FA 채리티 쉴드 : 1964
- 유로피언컵 위너스컵 : 1964-65
- FIFA 월드컵 : 1966
- UEFA 유로 3위 : 1968

### 개인
- UEFA 유로 올스타팀 : 1968
- 웨스트햄 올해의 선수 : 1965–66, 1966–67, 1968–69
- 월드사커 올해의 팀 : 1967, 1968, 1969
- FWA 공로상 : 1998
- 잉글랜드 축구 명예의 전당 : 2004
- FIFA 월드컵 결승전 해트트릭 기록 : 1966
- 풋볼리그 레전드 100인 선정

### 서훈
- 대영 제국 훈장 5등급(MBE) 수훈[2] : 1979
- 기사 작위(Knight Bachelor) 서임[1] : 1998